# 庫多賓齊
49°42′1″N 25°10′20″E / 49.70028°N 25.17222°E
庫多賓齊（烏克蘭語：Кудобинці），是烏克蘭的村落，位於該國西部捷爾諾波爾州，由捷尔诺波尔区負責管轄，處於斯特里帕河畔，始建於1598年，面積3.07平方公里，2001年人口396。